# ボビー・ボーチェリング
ロバート・アーロン・ボーチェリング（Robert Alan Borchering, 1990年10月25日 - ）は、アメリカ合衆国・フロリダ州リー郡アルバ出身の元プロ野球選手（三塁手）。右投両打。

## 経歴

### プロ入りとダイヤモンドバックス傘下時代
2009年のMLBドラフト1巡目（全体16位）でアリゾナ・ダイヤモンドバックスから指名され、プロ入り。この年は、傘下のパイオニアリーグのルーキー級ミズーラ・オスプレイでプレーした。
2010年はA級サウスベンド・シルバーホークスでプレーした。
2011年はA+級バイセイリア・ローハイドで135試合に出場し、打率.267、24本塁打、92打点の成績を残した。
2012年はA+級バイセイリアで81試合に出場し、打率.277、18本塁打、60打点の成績を残した。

### アストロズ傘下時代
2012年7月29日にクリス・ジョンソンとのトレードで、マーク・クラウスと共にヒューストン・アストロズへ移籍した。移籍後は、傘下のAA級コーパスクリスティ・フックスで30試合に出場し、打率.189、4本塁打、18打点の成績を残した。
2013年はアパラチアンリーグのルーキー級グリーンビル・アストロズとA級クァッドシティズ・リバーバンディッツでプレーした。
2014年はA+級ランカスター・ジェットホークスでプレーした。オフの11月2日に自由契約となった。

### タイガース傘下時代
2015年2月20日にデトロイト・タイガースとマイナー契約を結んだ。開幕後は傘下のA+級レイクランド・フライングタイガースでプレーしていたが、64試合に出場し打率.203、3本、16打点の成績に終わり、7月3日に自由契約となった。